# Hendrik Petzold
Hendrik Petzold (* 30.03.1961 in Dresden) ist ein ehemaliger deutscher Fernsehmoderator.

## Karriere
Hendrik Petzold wurde im Januar 1992 vom Mitteldeutschen Rundfunk (MDR) als Moderator der Sendung Mach dich ran engagiert. Im August 2001 informierte Petzold den Sender, dass er zu DDR-Zeiten Kontakte zum Staatssicherheitsdienst unterhalten hatte. Daraufhin stellte der MDR Petzold von der Moderation der Sendung frei. Sein Nachfolger wurde Mario D. Richardt.